# Kosina (Litwa)
Kosina, Kosina Panieńska (lit. Kuosinė) − wieś na Litwie, w rejonie wileńskim, 2 km na zachód od Kowalczuków, zamieszkana przez 151 ludzi.

## Historia
W dwudziestoleciu międzywojennym leżała w Polsce, w województwie wileńskim, w powiecie wileńsko-trockim, do 1 kwietnia 1927 w gminie Rukojnie, następnie w gminie Szumsk.
Po II wojnie światowej w granicach Związku Sowieckiego. Od 1991 na niepodległej Litwie.